# Stonyhurst

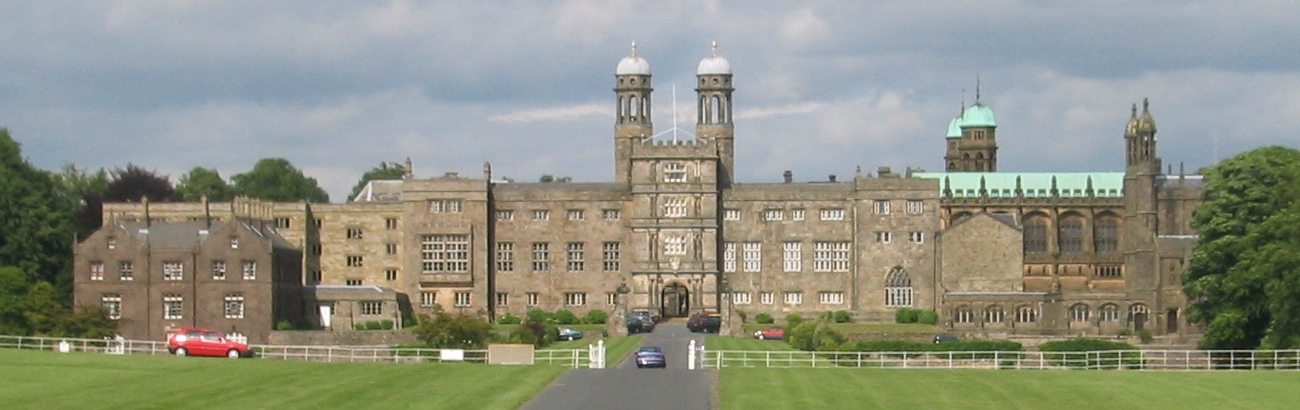
Stonyhurst College

Stonyhurst je jméno venkovských pozemků o rozloze 1,2 km² v hrabství Lancashire v regionu Severozápadní Anglie, které jsou ve vlastnictví jezuitského řádu. Nachází se zde katolická škola (Stonyhurst College) založená roku 1593, přípravná škola (Stonyhurst Saint Mary's Hall) a kostel sv. Petra.
Absolventy Stonyhurst College byla řada významných osobností, např. sir Arthur Conan Doyle.